# 弗里茨-威廉·米歇尔
弗里茨-威廉·米歇尔（法語：Fritz-William Michel，1980年—），曾在2019年7月被提名出任海地總理，但未获得议会审议通过。2009年至2011年间曾在海地财政部担任要职。